# Germain Pilon

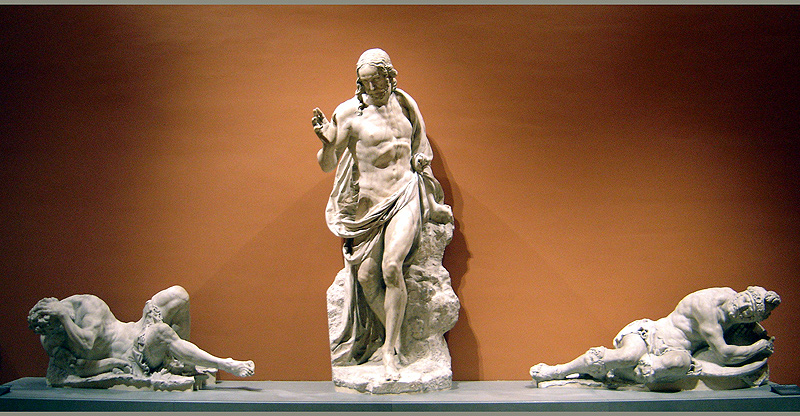
Ressurreição de Cristo, Museu do Louvre

Germain Pilon (c. 1537 - 1590) foi um dos mais importantes escultores do Maneirismo francês.
Foi educado no ofício por seu pai e possivelmente por Pierre Bontemps, tornando-se hábil no mármore, bronze e terracota, além de ser excelente desenhista. Sua obra mostra a influência da Escola de Fontainebleau, caracterizando-se por uma expressividade intensa e formas agitadas. Boa parte de sua produção se dedicou a monumentos fúnebres. Foi o escultor favorito da rainha Catarina de Medici.